# Urojàine (Simferòpol)
|  | Per a altres significats, vegeu «Urojàinoie». |

Urojàine (en (ucraïnès): Урожайне) és un poble de la República Autònoma de Crimea a Ucraïna, que el 2021 tenia 3.679 habitants. Pertany al districte de Simferòpol.